# Storbyens Symfoni
|  | Denne artikel er oprettet af botten Steenthbot ud fra en ekstern database. Den kan derfor have sproglige fejl eller mangler. Denne skabelon kan fjernes efter kontrol af indholdet. |

Storbyens Symfoni er en dansk dokumentarfilm fra 1935.

## Handling
Turistattraktioner og hverdagslivet i København og omegn: Fiskekonerne på Gl. Strand, Gefion Springvandet og Langelinie, kapsejlads, Rosenborg Slot, Statens Museum for Kunst, Kgs. Nytorv, Christianshavn og Nyhavn, atletikstævne på Østerbro Stadion, Zoologisk Have, Frederiksberg Have, Den kgl. Porcelænsfabriks produktion, Rådhuspladsen, Glyptoteket igen, Politigården, Christiansborg, Nationalmuseet, Thorvaldsens Museum og Højbro Plads, fodboldkamp på Østerbro Stadion, Charlottenlund Travbane, Lufthaven i Kastrup, Kronborg, Fredensborg Slot, Frederiksborg Slot, Sorgenfri Slot, Amalienborg og Den kgl. Livgarde, ballet (formentlig på Gamle Scene), Ørstedsparken, Botanisk Have, Kastellet, Grundtvigskirken, byens tårne, cykeltrafikken og de mange biler og sporvogne, kaproning (formentlig på Bagsværd Sø), en togtur fra Vesterport Station til Klampenborg, galopbanen i Klampenborg, cykelbanen i Ordrup, Eremitagesletten i Dyrehaven, Bakken, Bellevue Strand og Tivoli.
Filmen har et symfonisk soundtrack komponeret af Herman D. Koppel og Svend Erik Tarp.